# Agó
Agó, en la mitologia grega, era la personificació d'un tipus de competició, batalla, prova o concurs, especialment en el context dels Jocs Olímpics (Ὀλυμπιακοὶ Ἀγῶνες), o un desafiament en connexió amb festivals religiosos. De manera més general designa una rivalitat o lluita, tant en el sentit dels esports de l'atletisme, les curses de cavalls o de carros, o bé en música o literatura, així com en el cas de festivals populars de l'antiga Grècia.
Aquesta divinitat era representada a Olímpia en forma d'estàtua que portava halteres (peses) a les mans. L'estàtua era obra de Dionís, dedicada a Smicythus de Rhegium. En el teatre grec, particularment en la comèdia antiga (del segle v aC) el terme Agó fa referència a la convenció formal segons la qual la lluita entre els personatges s'ha de caracteritzar per tal de donar fonament a l'acció. L'Agó és el debat formal que té lloc entre els personatges principals d'una obra de teatre, protagonista i antagonista, habitualment amb el cor actuant com a jutge. En la seva obra Els núvols, fent servir com a termes oposats la raó justa i la raó injusta, Aristòfanes considera l'Agó com l'element intermedi entre la parados i la parabasi, és a dir com un dels elements essencials de la comèdia, en quant pressuposa la denúncia dels vicis de la societat, mentre que el seu ús en la tragèdia fa de mitjancer entre el crim i el sacrifici. El significat del terme ha arribat a àmbits més amplis que els prevists en el seu context original, i actualment s'entén en teoria literària el conflicte dins d'una obra.
Gilles Deleuze i Félix Guattari fan referències a la idea de l'Agó a la seva obra Què és la filosofia? Harold Bloom fa servir el terme Agó per referir-se a l'intent d'un escriptor de resoldre un conflicte d'ordre intel·lectual entre els seves idees i les d'un predecessor en el qual "el més gran s'empassa el menys gran", com en el capítol 18 de The Anxiety of Influence, on tracta l'Agó de James Joyce amb William Shakespeare.